# Roquebrune-Cap-Martin
 Roquebrune-Cap-Martin város Dél-Franciaországban, a Francia Riviérán Monaco és Menton között.

## Földrajz
Roquebrune-Cap-Martin a Ligur-tenger partján, az olasz-francia határon helyezkedik el Provence-Alpes-Côte d’Azur régióban, Alpes-Maritimes megyében.

## Testvérvárosok
- Profondeville